# 仙湖河
仙湖河，位于中国广西壮族自治区南宁市武鸣县西部，是武鸣河右岸支流，发源于武鸣县灵马镇三民村苏维岭，东流至三合村泡村转东南流，经仙湖水库和仙湖镇，于四育村局鸟屯以东汇入武鸣河。干流长71千米，流域面积479平方千米。仙湖水库以上河段河道坡陡，水浅流急；水库中下游河道平缓、弯曲，比降小、水深流缓。